# Zygia bifoliola
Zygia bifoliola är en ärtväxtart som först beskrevs av Henry Hurd Rusby, och fick sitt nu gällande namn av Maria de Lourdes Rico. Zygia bifoliola ingår i släktet Zygia och familjen ärtväxter. Inga underarter finns listade i Catalogue of Life.